# اوسترووک (شهرستان ویلون)
اوسترووک (به لهستانی:  Ostrówek) یک روستا در لهستان است که در گمینا اوسترووک (استان ووتسکی) واقع شده‌است. اوسترووک ۵۲۰ نفر جمعیت دارد.

## خواهرخوانده
شهر ادلبسن خواهرخواندهٔ اوسترووک (شهرستان ویلون) هست.